# Center for Boligsocial Udvikling
Center for Boligsocial Udvikling har eksisteret siden 2009 og er en selvejende institution, hvis overordnede formål er at undersøge effekten af sociale indsatser i udsatte boligområder. Centeret indsamler erfaringer fra boligsociale indsatser i Danmark og yder rådgivning indenfor det boligsociale område.
Centeret har et et årligt budget på 10 millioner kroner, og finansieres ligeligt af Landsbyggefonden og Udlændinge-, Integrations- og Boligministeriet.  

## Eksterne kilder og henvisninger
- Centrets websted
- Centrets brugerundersøgelse 2011 (Webside ikke længere tilgængelig)

| Socialt arbejde | Spire Denne artikel om socialt arbejde er en spire som bør udbygges. Du er velkommen til at hjælpe Wikipedia ved at udvide den. |